# Teoria feminista radical
|  | No s'ha de confondre amb Feminisme radical transexcloent. |

El feminisme radical és un corrent de la segona onada de la teoria feminista que té com a objectiu canviar el sistema bàsic patriarcal que regeix la societat i possibilita l'opressió de la dona. Va sorgir a partir de 1960 en relació amb idees marxistes. El terme no fa referència a cap grau de compromís o exacerbació, sinó que incorpora el mot "arrel" per indicar que el sistema social és el que provoca la desigualtat i, per tant, cal atacar aquesta arrel per combatre-la.
Sovint les persones defensores d'aquesta ideologia recolzen la remuneració del treball domèstic, el dret a l'avortament lliure i una redefinició del mercat laboral.

## Segona onada feminista
La teoria feminista radical, juntament amb la teoria feminista liberal, la teoria feminista marxista i socialista, per exemple, és una de les anomenades teories feministes de la segona onada.
Les teories del feminisme de la primera onada es van centrar a aconseguir que la dona fos conscient de la seva situació d'opressió per reivindicar l'emancipació i la igualtat de drets legals amb l'home.Són teories feministes anomenades de la modernitat perquè comparteixen més o menys les filosofies de la modernitat: raó universal, subjecte autònom, subjecte unitari i pensament dicotòmic.
Als anys 60-70 es distingeix el gènere d'una persona com a la construcció dels diferents rols que la societat associa al sexe, definit per la biologia, i es consideren els efectes socials i psíquics del fet que les femelles siguin femenines i els mascles masculins. Tanmateix, encara tendeix a substituir sistemàticament al paraula "sexe" per "gènere", assumint implícitament que dona equival a feminitat i home a masculinitat. Amb la segona onada feminista apareixen les teories del feminisme radical, en especial als EUA.
La teoria feminista radical és una de les primeres teories feministes i tenen el valor d'haver estat el punt de partida que ha fet possible desenvolupar el feminisme. Per exemple, gràcies a la teoria del patriarcat algunes dones van rebutjar el paper domèstic que tenien assignat i van poder accedir a l'educació. Una minoria d'elles va poder conèixer les teories científiques que afirmaven que la dona és un ésser inferior, analitzar per què la societat creia això i elaborar teories alternatives o ampliades, incloent en la concepció del món altres punts de vista que no hi podien ser abans: el de les dones, però també dels diferents gèneres, classes socials i ètnies, etc.
Així, el postmodernisme, als anys 90, donarà lloc a la tercera onada de teories feministes. Es redefineix el gènere i es desconstrueix la noció d'individu de les teories de la modernitat, especialment pel que fa a la dicotomia. En aquestes següents onades ja no es fa èmfasi en la igualtat sinó en la diferència, com per exemple en el feminisme cultural.